# رجی میلر
رجینالد وین میلر (انگلیسی: Reginald Wayne Miller)؛ ملقب به رجی میلر (انگلیسی: Reggie Miller؛ زاده ۲۴ اوت ۱۹۶۵) یک بسکتبالیست بازنشسته آمریکایی است که همه ۱۸ فصل حضور خود در NBA را با تیم ایندیانا پیسرز گذراند. میلر برای دقت در پرتاب‌های سه امتیازی به ویژه در شرایط سخت مشهور است. پرتاب‌های سه امتیازی این یازیکن در دیدار تیم‌های ایندیانا و نیویورک باعث شد به او لقب "Knick Killer" بدهند. وقتی که این بازیکن بازنشسته شد رکورد دار پرتاب‌های سه امتیازی (پرتاب‌های تبدیل به امتیاز شده) در NBA بود اما رکورد او توسط ری آلن شکسته شد و در حال حاضر در جایگاه سوم قرار دارد. میلر که پنج بار در تیم آل-استار ان بی ای حضور داشت و پنج بار به عنوان بهترین بازیکن NBA در درصد پرتاب‌های پنالتی شناخته شد، در المپیک ۱۹۹۶ با تیم ملی بسکتبال آمریکا به مدال طلا دست یافت.
میلر یکی از پنج بازیکن باشگاه پیسرز است که پیراهنش (شماره ۳۱) نیز همراه خودش بازنشسته شد. او در حال حاضر به عنوان تحلیل گر NBA برای شبکه TNT کار می‌کند. این بازیکن به عنوان یکی از ۵۰ بازیکن برتر تاریخ NBA وارد تالار مشاهیر نای اسمیت شده‌است.

## زندگی
میلر در Riverside ایالات کالیفرنیا و با یک مشکل مادرزادی در مفصل ران‌های خود به دنیا آمد که مانع درست راه رفتن او می‌شد. پس از چند سال و با پوشیدن braces در هر دو پای خود، قدرت پاهای او بیشتر شد و به حالت طبیعی رسید. او عضو یک خانواده پنج نفری ورزشی است. برادر او قبلاً عضو تیم بیسبال بوده و یکی از خواهرهای او هم در تیم والیبال بازی می‌کرده‌است. همچنین خواهر دیگر او به همراه تیم بسکتبال زنان آمریکا در سال ۱۹۸۴ مدال طلای المپیک را کسب کرد.

## دوران مدرسه و دانشگاه
رجی در مدرسه Riverside Polytechnic و دانشگاه کالیفرنیا در لس آنجلس تاریخ خوانده‌است. در فصل ۸۴–۸۵ لیگ دانشگاه‌های آمریکا (NCAA)، تیم UCLA Bruins با کمک میلر موفق به قهرمانی در تورنومنت NIT (National Invitation Tournament) شد. یکی از به
یاد ماندنی‌ترین بازی‌های این بازیکن در دانشگاه، در ۲۴ ژانویه ۱۹۸۷ مقابل دانشگاه Notre Dame Fighting Irish بود که پرتاب دو امتیازی او از فاصله ۷٫۳ متری منجر به برتری ۶۱ بر ۵۹ تیمش در ۱۰ ثانیه مانده به پایان بازی شد.
یکی دیگر از بازی‌های خوب او در ۲۸ فوریه ۱۹۸۷ مقابل دانشگاه Louisville Cardinals بود. میلر در نیمه دوم این بازی موفق به کسب ۳۳ امتیاز شد که هنوز در دانشگاه‌های آمریکا رکورد محسوب می‌شود.
این بازیکن پس از کریم عبدالجبار دومین بازیکن امتیازآور دانشگاه کالیفرنیا است. این بازیکن هنوز هم رکورد دار بیشترین امتیاز در یک فصل دانشگاه‌های آمریکا، بیشترین متوسط امتیاز دانشگاه‌های آمریکا و بیشترین تعداد پرتاب‌های پنالتی است.

## لیگ NBA

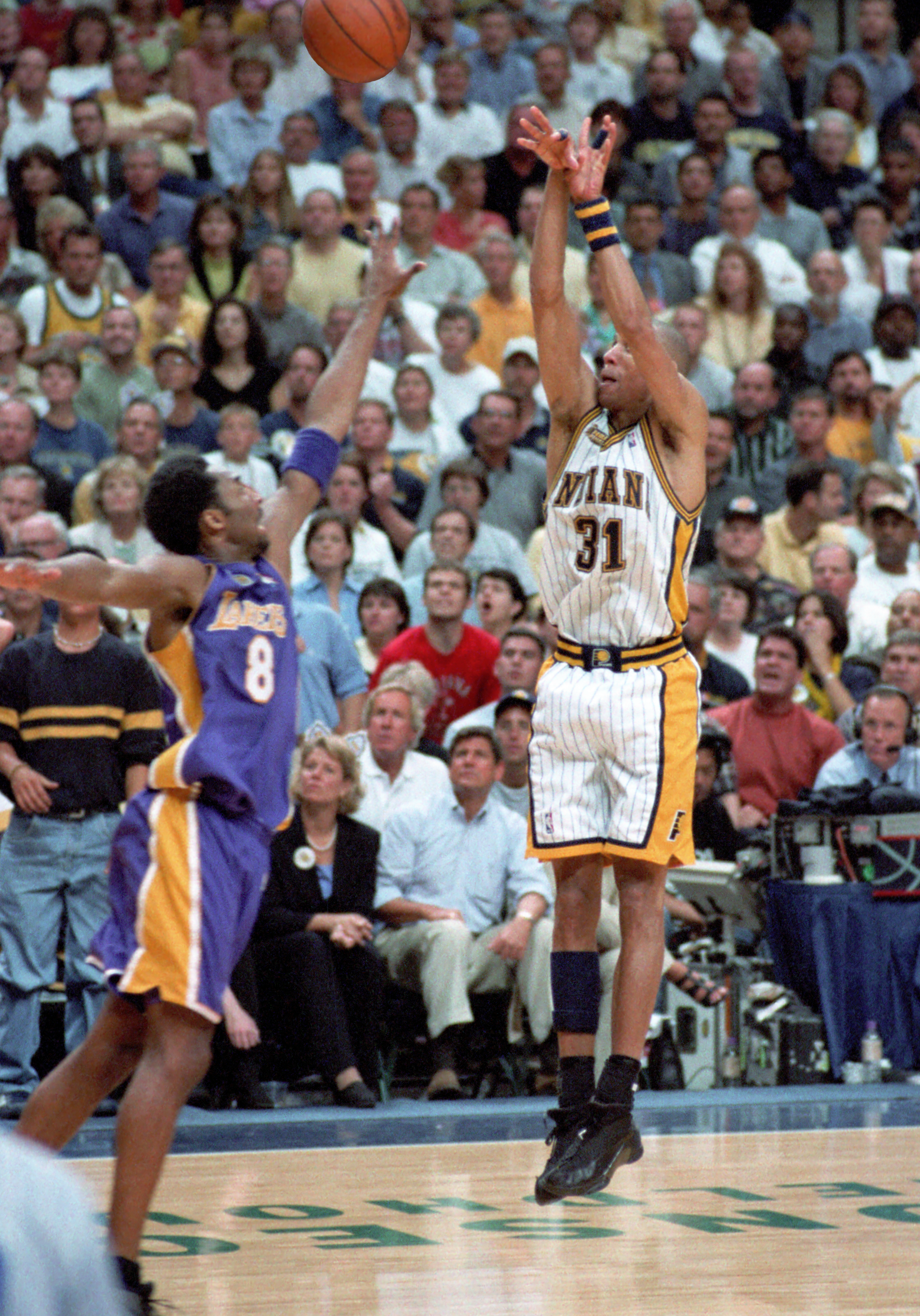
رجی میلر

میلر در راند یک درفت سال ۱۹۸۷ به عنوان یازدهمین بازیکن توسط ایندیانا جذب شد. طرفداران از اینکه میلر قبل از Steve Alford که در دانشگاه ایندیانا بازی می‌کرد،انتخاب شده بود ناراحت بودند. میلر قبل از اینکه بازیکن استارتر شود به عنوان ذخیره John Long گارد راس ایندیانا بازی می‌کرد.
در ۲۸ نوامبر ۱۹۹۲ این بازیکن موفق شد در بازی ایندیانا مقابل شارلوت هورنتز ۵۷ امتیاز کسب کند تا تیمش ۱۳۴ بر ۱۲۲ به پیروزی برسد. میلر در این بازی ۱۶ پرتاب از ۲۹ پرتاب خود را تبدیل به امتیاز کرد که ۴ شوت نیز سه امتیازی بود. همچنین ۲۱ پرتاب از ۲۳ پرتاب پنالتی این بازیکن در این بازی تبدیل به امتیاز شد. ۵۷ امتیاز این بازیکن در فصل ۹۲–۹۳ به عنوان رکورد لیگ ثبت شد و تا به امروز نیز به عنوان بیشترین امتیازی که یک بازیکن در یک بازی گرفته، در باشگاه ایندیانا رکورد محسوب می‌شود.
در پنجمین بازی فینال کنفرانس شرق در سال ۹۴، میلر موفق به کسب ۳۹ امتیاز در مقابل نیویورک نیکز در مدیسون اسکوئر گاردن (ورزشگاه اختصاصی نیویورک) شد. او در کوارتر چهارم این بازی ۲۵ امتیاز کسب کرد و چندین پرتاب سه امتیازی از فاصله دور به ثمر
رساند تا ایندیانا ۹۳ بر ۸۶ نیویورک را شکست دهد. ایندیانا با این پیروزی ۳ بر ۲ از نیویورک پیش افتاد اما دو بازی بعدی را باخت و قهرمانی کنفرانس را از دست داد.
این بازیکن در ۷ می ۱۹۹۵ میلر در بازی اول نیمه نهایی کنفرانس شرق مقابل نیویورک در ۸٫۹ ثانیه ۸ امتیاز به دست آورد و موجب پیروزی ۱۰۷ بر ۱۰۵ تیمش شد. در آن سال ایندیانا موفق به شکست نیویورک شد اما در فینال کنفرانس شرق مقابل اورلاندو مغلوب شد.
در پایان فصل ۹۶ میلر دچار مصدومیت شد و نتوانست تا بازی پنجم پلی آف مقابل آتلانتا در راند اول بازی کند و ایندیانا با شکست مقابل این تیم حذف شد.
در فصل ۹۸، در راند اول و دوم ایندیانا تیم‌های کیلیولند کاوالیرز و نیویورک نیکز را شکست داد و در فینال کنفرانس شرق به شیکاگو بولز و مایکل جردن رسید. در ۲۵ می ۱۹۹۸ ایندیانا ۲ بر ۱ از شیکاگو عقب بود، در بازی چهارم و در حالی که ۲٫۹ ثانیه به پایان بازی باقی‌مانده بود، میلر پاسی که McKey به جردن داده بود رو دزدید و در ۰٫۷ ثانیه مانده به پایان بازی پرتاب سه امتیازی خودش رو تبدیل به امتیاز کرد تا ایندیانا ۹۶ بر ۹۴ پیروز آن مسابقه شود. در بازی هفتم، ایندیانا تا ۲ دقیقه به پایان بازی از شیکاگو جلو بود، اما در نهایت ۸۸ بر ۸۳ مغلوب حریف شد تا بولز با قهرمانی در کنفرانس، به سمت ششمین قهرمانیش در NBA حرکت کند.
در بازی اول نیمه نهایی کنفرانس شرق در ۶ می سال ۲۰۰۰ میلر و هم تیمیش Jalen Rose در بازی مقابل فیلادلفیا هر کدام ۴۰ امتیاز کسب کردند که رکورد بیشترین امتیاز دو هم تیمی در بازی‌های پلی آف NBA است. ایندیانا در مجموع ۴ بر ۲ فیلادلفیا را برد تا برای پنجمین بار در ۷ سال گذشته به فینال کنفرانس شرق برسد.
ایندیانا سرانجام در ۲ ژوئن سال ۲۰۰۰ با پیروزی ۹۳ بر ۸۰ مقابل نیویورک در بازی ششم فینال کنفرانس شرق، برای اولین بار به فینال NBA راه یافت. میلر در این دیدار ۳۴ امتیاز کسب کرد که ۱۷ امتیاز آن در کوارتر چهارم بود.
ایندیانا در فینال مقابل لس آنجلس لیکرز که ستاره‌هایی مثل شکیل اونیل و کوبی برایانت را در اختیار داشت، ۴ بر ۲ مغلوب شد. میلر در بازی‌های فینال متوسط ۲۴٫۳ امتیاز را کسب کرد.
آخرین بازی رجی میلر در ۱۹ می ۲۰۰۵ در نیمه نهایی کنفرانس شرق و با باخت مقابل دیترویت رقم خورد. میلر در این بازی موفق به کسب ۲۷ امتیاز شد و ۴ پرتاب از ۸ پرتاب سه امتیازی خود را تبدیل به امتیاز کرد.
میلر در طول ۱۸ فصل حضور خود NBA بیش از ۱۰۵ میلیون دلار درآمد داشت. ۱۳۸۹ بازی برای ایندیانا انجام داد و ۲۵۶۰ پرتاب سه امتیازی به ثمر رساند.

## تیم ملی
میلر به همراه تیم ملی آمریکا موفق به کسب مدال طلای بسکتبال قهرمانی جهان در سال ۹۴ و المپیک ۹۶ شد. در مسابقات قهرمانی جهان این بازیکن متوسط ۱۷٫۱ امتیاز را به ثبت رساند و ۵۲٫۶ درصد شوتهایش را گل کرد و پس از شکیل اونیل امتیاز آورترین بازیکن تیم آمریکا بود. در المپیک ۹۶ نیز متوسط ۱۱٫۴ امتیاز را به دست آورد.

## افتخارات
-ورود به تالار مشاهیر نای اسمیت و قرار گرفتن جزو ۵۰ بازیکن برتر NBA
-رجی میلر پس از جان استاکتون و کارل مالون از یوتا جاز بیشترین بازی‌ها را با یک تیم در ان بی ای انجام داده‌است. این بازیکن در طول دوران بازی ۲۵۲۷۹ امتیاز کسب کرد. متوسط امتیازهای او در هر بازی ۱۸٫۲ و درصد پرتاب‌های گل شده او ۰٫۴۷۱ است.
-سه بار حضور در تیم سوم NBA
-۵ بار حضور در بازی آل استار NBA و حضور در آل استار به عنوان اولین بازیکن از تیم ایندیانا
-صدرنشین تعداد پرتاب‌های سه امتیازی به ثمر رسیده در فصل‌های ۹۲–۹۳ و ۹۶–۹۷
-صدرنشینی در درصد پرتاب‌های پنالتی در ۵ فصل
-به ثمر رساندن حداقل یک پرتاب سه امتیازی در ۶۸ بازی متوالی
-یکی از پنج بازیکنی که در یک فصل درصد پرتاب‌های آن‌ها بیش از ۵۰ درصد، درصد شوت‌های سه امتیازی آن‌ها بیش از ۴۰ درصد و درصد پرتاب‌های پنالتی آن‌ها بیش از ۹۰ درصد است. دیگر بازیکنان دیگر این لیست لری برد، مارک پریس، استیو نش و دیرک نوویتزکی هستند.